# Pseudanarta
Pseudanarta is een geslacht van vlinders van de familie Uilen (Noctuidae), uit de onderfamilie Cuculliinae.

## Soorten
- P. actura Smith, 1908
- P. crocea H. Edwards, 1875
- P. daemonalis Franclemont, 1941
- P. damnata Franclemont, 1941
- P. exasperata Franclemont, 1941
- P. flava Grote, 1874
- P. flavidens Grote, 1879
- P. heterochroa Dyar, 1912
- P. perplexa Franclemont, 1941
- P. pulverulenta Smith, 1891
- P. singula Grote, 1880
- P. vexata Franclemont, 1941